# Milton (film)
Milton est un court métrage muet français réalisé par Henri Desfontaines sorti en 1911.

## Fiche technique
- Réalisation : Henri Desfontaines
- Scénario : Paul Garbagni
- Pays de production : France
- Format : Muet - Noir et blanc
- Durée : inconnue
- Date de sortie : 
  - France : 1911

## Distribution
- Germaine Dermoz
- Constant Rémy
- Romuald Joubé
- Natacha Trouhanova